# Hrabstwo Labette

Piramida wieku hrabstwa

Hrabstwo Labette – hrabstwo położone w USA w stanie Kansas z siedzibą w mieście Oswego. Założone 26 lutego 1867 roku.

## Miasta
- Parsons
- Oswego
- Chetopa
- Altamont
- Edna
- Mound Valley
- Bartlett
- Labette

## Sąsiednie Hrabstwa
- Hrabstwo Neosho
- Hrabstwo Crawford
- Hrabstwo Cherokee
- Hrabstwo Craig, Oklahoma
- Hrabstwo Nowata, Oklahoma
- Hrabstwo Montgomery